# موتور شهید احمد اعظم‌پور
موتور شهید احمد اعظم‌پور یک منطقهٔ مسکونی در ایران است که در دهستان ارزوئیه واقع شده‌است. موتور شهید احمد اعظم‌پور ۲۴ نفر جمعیت دارد.